# Giục Tượng
Giục Tượng là một xã thuộc huyện Châu Thành, tỉnh Kiên Giang, Việt Nam.

## Địa lý
Xã Giục Tượng có diện tích 41,34 km², dân số năm 2020 là 16.619 người, mật độ dân số đạt 402 người/km².

## Hành chính
Xã Giục Tượng được chia thành 8 ấp: Minh Tân, Tân Bình, Tân Điền, Tân Hưng, Tân Lợi, Tân Phước, Tân Thành, Tân Tiến.

## Lịch sử
Sau năm 1975, Giục Tượng là một xã thuộc huyện Châu Thành.
Ngày 3 tháng 6 năm 1978, Hội đồng Chính phủ ra Quyết định số 125-CP về việc chia huyện Châu Thành thuộc tỉnh Kiên Giang thành hai huyện lấy tên là huyện Hòn Đất và huyện Châu Thành và xã Giục Tượng thuộc huyện Châu Thành.
Ngày 27 tháng 9 năm 1983, Hội đồng Bộ trưởng ban hành Quyết định số 107-HĐBT về việc chia xã Giục Tượng thành 2 xã lấy tên là xã Giục Tượng và xã Thành Tân.